# Прапор Авдіївки
Міськи́й пра́пор Авдіївки — офіційний символ міста Авдіївка Донецької області, затверджено Рішенням № 4/2-33 сесії міської Ради від 19 червня 2002 року.
Автори герба: Євген Олександрович Малаха, Павло Васильович Чесноков.

## Опис
Прямокутне полотнище з співвідношенням сторін 2:3 поділене від верхнього древкового до вільного нижнього краю тонкою жовтою полум'яподібною лінією на зелене і червоне поля.